# جيف إروين (سياسي)
جيف إروين (بالإنجليزية: Geoff Irwin)‏ هو سياسي أسترالي، ولد في 30 مارس 1948. نشط حزبياً في حزب العمال الأسترالي. وقد انتخب عضو الجمعية التشريعية لنيو ساوث ويلز.